# 부산 북구의 향토문화유산
부산 북구의 향토문화유산은 다음 각 호에 해당하는 것을 말한다.
1. 부산광역시 북구 내에 있는 문화유산으로서「문화재보호법」에 따라 지정되지 않은 문화유산 중 역사적·예술적·학술적·경관적 가치가 있는 유·무형의 것 또는 이에 준하는 고고자료
2. 부산광역시 북구청장이 향토 문화재로서의 보존에 필요하다고 인정되는 문화유적 등

## 참고 문헌
- 부산 북구 홈페이지 - 고시/공고